# Han Vu-ti kínai császár
Han Vu-ti (Han Wudi) (hagyományos kínai: 漢武帝, egyszerűsített kínai: 汉武帝, pinjin: Hàn Wǔdì, i. e. 156 – i. e. 87. március 29.), személynevén Liu Csö (Liú Chè) (劉徹) a Han-dinasztia hetedik uralkodója. Leginkább a nyugat felé terjeszkedésről és az általa megszervezett erős konfuciánus államról emlékeznek rá. Dinasztiája legnagyobb és a kínai történelem egyik legnagyobb császárának tartják. Kormányzása alatt a han kori Kína a világ egyik legnagyobb hatalmú országává vált.
Hadjáratai révén kiterjesztette Kína határait, a birodalom az ő uralma alatt érte el legnagyobb kiterjedését: nyugaton a mai Kirgizisztánig, északkeleten Észak-Koreáig, délen Észak-Vietnámig. Sikeresen elűzte a Kína északi részén portyázó nomád hsziungnu (xiongnu)kat, és i. e. 139-ben elküldte követét, Csang Csien (Zhāng Qiān)t, hogy szövetséget kössön a mai Üzbegisztán területén élő jüecsi (yuezhi) néppel. Központosított, autokratikus államot szilárdított meg, melyet eszmeileg a konfucianizmusra alapozott. Ez nagy hatással volt Kína és a környező államok jövőjére is. Vu császár (Wu császár) 54 évig uralkodott, hosszabb ideig, mint bármelyik másik császár, egészen a több mint 1800 évvel később hatalomra kerülő Kang-hszi (Kangxi)ig.
A történészek megítélése nem egyforma. Vu császár (Wu császár) megkétszerezte ugyan a birodalom területét és megóvta országát a hsziungnu (xiongnu) fenyegetéstől, egyben jelentőssé tette a konfucianizmust, ami egészen 1911-ig uralkodó eszmerendszer maradt Kínában; másfelől viszont kritizálják költekezése, babonássága és a törvényei által az alattvalókra kényszerített nehéz terhek miatt. Gyakran hasonlítják Csin Si Huang-ti (Qin Shi Huang Di)hez. Hozzá hasonlóan Vu (Wu) is jutalmakra és büntetésekre alapuló legalista felfogás szerint kormányzott, a vélt hűtlenségeket kegyetlenül megtorolta. Összesen tizenkét miniszterelnöke közül hármat még hivatala betöltésekor, egyet már visszavonulása után kivégeztetett, két másik miniszterelnökét és utolsó királynéját is öngyilkosságra kényszerítette. Börtöneiben kétszázezren sínylődtek.

## Költészete
Bár sok történész nem költőként ismeri, Vu császár (Wu császár) több verset is írt. A következőt egy kedvenc ágyasa haláláról írta:
LI ASSZONY SIRATÁSA

Selyemruhája többé nem zizeg. 

Márványlépcsőjét por lepi. Nem él. 

Üres szobája csöndes és hideg. 

Künn ajtajánál száradó levél.

Ki csöndesíti el a bús szivet, 

mely egyre vágyik és remél?

(Kosztolányi Dezső fordítása)